# Termini di parentela in cinese
Il sistema di termini di parentela usati nella lingua cinese risulta essere tra i più complessi al mondo. Esso possiede differenti termini a seconda che il parente sia più giovane o più vecchio della persona in questione o di un parente vicino (madre o padre) e a seconda che il parente sia materno oppure paterno.
Risulta esserci poca differenza fra i termini di parentela delle varietà della lingua cinese. La differenza maggiore è data dalla pronuncia piuttosto che dalla terminologia. Ciononostante, alcuni termini di parentela risultano più comuni e utilizzati in alcune regioni della Cina mentre in altre possono suonare inusuali.

## Differenza tra i termini di parentela del cinese e del cantonese
Come già accennato, i termini usati per indicare parentela sono per la maggior parte gli stessi nelle principali varietà del cinese. Tra le differenze, il cantonese usa la parola 奶奶 (naai5naai5) per riferirsi alla madre del marito (suocera), mentre il corrispettivo in cinese, 奶奶 (nǎinai), fa riferimento alla madre del padre (nonna).

## Termini di parentela in cinese e in cantonese

### Componenti della famiglia
|                   | mandarino                                         | cantonese                                            |
| ----------------- | ------------------------------------------------- | ---------------------------------------------------- |
| padre             | 父親 (fùqīn) formale, 爸爸 (bàba) informale       | 父親 (fu6can1) formale, 爸爸 (baa1baa1) informale    |
| madre             | 母親 (mǔqīn) formale, 妈妈 (māma) informale       | 母親 (mou5can1) formale, 媽媽 (maa1maa1) informale   |
| figlio            | 儿子 (érzi)                                       | 仔 (zai2)                                            |
| figlia            | 女儿 (nǚ'ér)                                      | 女 (neoi5)                                           |
| marito            | 先生 (xiānshēng) formale,老公 (lǎogong) informale | 先生 (sin1saang1) formale,老公 (lou5gung1) informale |
| moglie            | 太太 (tàitài) formale,老婆 (lǎopó) informale      | 太太 (taai3taai3) formale,老婆 (lou5po4) informale   |
| fratello maggiore | 哥哥 (gēge)                                       | 哥哥 (go1go1)                                        |
| fratello minore   | 弟弟 (dìdi)                                       | 弟弟 (dai6dai6)                                      |
| sorella maggiore  | 姐姐 (jiějie)                                     | 姐姐 (ze2ze2)                                        |
| sorella minore    | 妹妹 (mèimèi)                                     | 妹妹 (mui6mui6)                                      |

### Parenti materni
|                                       | mandarino                                     | cantonese                            |
| ------------------------------------- | --------------------------------------------- | ------------------------------------ |
| zio materno                           | 舅舅 (jiùjiu)                                 | 舅父 (kau5fu6)                       |
| zia materna (più grande della madre)  | 姨妈 (yímā)                                   | 姨媽 (ji4maa1)                       |
| zia materna (più giovane della madre) | 姨妈 (yímā)                                   | 阿姨 (aa3ji4)                        |
| zio (marito della zia materna)        | 姨父 (yífù)                                   | 姨丈 (ji4zoeng6)                     |
| nonno materno                         | 外公 (wàigōng) formale,姥爷 (lǎoyé) informale | 外公 (ngoi6gung1), 公公 (gung1gung1) |
| nonna materna                         | 外婆 (wàipó) formale,姥姥 (lǎolǎo) informale  | 婆婆 (po4po4), 外婆 (ngoi6po4)       |

### Parenti paterni
|                                         | mandarino                                   | cantonese                     |
| --------------------------------------- | ------------------------------------------- | ----------------------------- |
| zio paterno (più grande del padre)      | 伯伯 (bóbo)                                 | 伯爺/伯父 (baak3je4/baak3fu6) |
| zia (moglie dello zio paterno maggiore) | 伯母 (bómǔ)                                 | 伯娘 (baak3noeng4)            |
| zio paterno (più giovane del padre)     | 叔叔 (shūshu)                               | 叔叔 (suk1suk1)               |
| zia (moglie dello zio paterno minore)   | 叔母 (shūmǔ) / 婶婶 (shěnshen)              | 嬸嬸 (sam2sam2)               |
| zia paterna (più grande del padre)      | 姑母/姑姑 (gūmǔ/gūgu)                       | 姑媽 (gu1maa1)                |
| zia paterna (più giovane del padre)     | 姑母/姑姑 (gūmǔ/gūgu)                       | 姑姐 (gu1ze2)                 |
| zio (marito della zia paterna)          | 姑父 (gūfù)                                 | 姑丈 (gu1zoeng6)              |
| nonno paterno                           | 祖父 (zǔfù) formale,爷爷 (yéye) informale   | 爺爺 (je4je4)                 |
| nonna paterna                           | 祖母 (zǔmǔ) formale,奶奶 (nǎinai) informale | 嫲嫲 (maa1maa1)               |

### Cugini
|                                                                                 | mandarino                                  | cantonese        |
| ------------------------------------------------------------------------------- | ------------------------------------------ | ---------------- |
| cugina - figlia della sorella o del fratello della madre (più grande dell'ego)  | 表姐 (biǎojiě)                             | 表姐 (biu2ze2)   |
| cugina - figlia della sorella o del fratello della madre (più giovane dell'ego) | 表妹 (biǎomèi)                             | 表妹 (biu2mui6)  |
| cugino - figlio della sorella o del fratello della madre (più grande dell'ego)  | 表哥 (biǎogē), 表兄 (biǎoxiōng) not common | 表哥 (biu2go1)   |
| cugino - figlio della sorella o del fratello della madre (più giovane dell'ego) | 表弟 (biǎodì)                              | 表弟 (biu2dai6)  |
| cugina - figlia del fratello del padre (più grande dell'ego)                    | 堂姐 (tángjiě)                             | 堂姐 (tong4ze2)  |
| cugina - figlia del fratello del padre (più giovane dell'ego)                   | 堂妹 (tángmèi)                             | 堂妹 (tong4mui6) |
| cugino - figlio del fratello del padre (più grande dell'ego)                    | 堂兄 (tángxiōng)                           | 堂哥 (tong4go1)  |
| cugino - figlio del fratello del padre (più giovane dell'ego)                   | 堂弟 (tángdì)                              | 堂弟 (tong4dai6) |
| cugina - figlia della sorella del padre (più grande dell'ego)                   | 表姐 (biǎojiě)                             | 表姐 (biu2ze2)   |
| cugina - figlia della sorella del padre (più giovane dell'ego)                  | 表妹 (biǎomèi)                             | 表妹 (bui2mui6)  |
| cugino - figlio della sorella del padre (più grande dell'ego)                   | 表哥 (biǎogē), 表兄 (biǎoxiōng) not common | 表哥 (biu2go1)   |
| cugino - figlio della sorella del padre (più giovane dell'ego)                  | 表弟 (biǎodì)                              | 表弟 (biu2dai6)  |

### Parenti acquisiti
|                                         | mandarino    | cantonese      |
| --------------------------------------- | ------------ | -------------- |
| cognato - marito della sorella maggiore | 姐夫 (jiěfu) | 姐夫 (ze2fu1)  |
| cognato - marito della sorella minore   | 妹夫 (mèifu) | 妹夫 (mui6fu1) |
| cognata - moglie del fratello maggiore  | 嫂子 (sǎozi) | 阿嫂 (aa3sou2) |
| cognata - moglie del fratello minore    | 弟妹 (dìmèi) | 弟婦 (dai6fu5) |

### Nipoti
|                                                               | mandarino           | cantonese                |
| ------------------------------------------------------------- | ------------------- | ------------------------ |
| nipote - figlio del fratello                                  | 侄子 (zhízi)        | 姪仔 (zat6zi2)           |
| nipote - figlia del fratello                                  | 侄女 (zhínǚ)        | 姪女 (zat6neoi5)         |
| nipote - figlio della sorella (se l'ego è di sesso maschile)  | 外甥 (wàisheng)     | 外甥 (ngoi6saang1)       |
| nipote - figlio della sorella (se l'ego è di sesso femminile) | 姨甥 (yíshēng)      | 姨甥 (ji4sang1)          |
| nipote - figlia della sorella (se l'ego è di sesso maschile)  | 外甥女 (wàishengnǚ) | 外甥女 (ngoi6sang1neoi5) |
| nipote - figlia della sorella (se l'ego è di sesso femminile) | 姨甥女 (yíshēngnǚ)  | 姨甥女 (ji4sang1neoi5)   |

### Suocere, cognati, generi e nuore
|                                                        | mandarino          | cantonese            |
| ------------------------------------------------------ | ------------------ | -------------------- |
| suocera - madre del marito                             | 婆婆 (pópo)        | 奶奶 (naai5naai5)    |
| suocero - padre del marito                             | 公公 (gōnggong)    | 老爺 (lou5je4)       |
| cognato - fratello del marito (più grande dell'ego)    | 大伯 (dàbó)        | 大伯 (daai6baak3)    |
| cognata - sorella del marito (più grande dell'ego)     | 大姑子 (dàgūzi)    | 大姑奶 (daai6gu1zi2) |
| cognato - fratello del marito (più giovane dell'ego)   | 小叔子 (xiǎoshūzi) | 叔仔 (suk1zi2)       |
| cognata - sorella del marito (più giovane dell'ego)    | 小姑子 (xiǎogūzi)  | 姑仔 (gu1zi2)        |
| suocera - madre della moglie                           | 岳母 (yuèmǔ)       | 外母 (ngoi6mou5)     |
| suocero - padre della moglie                           | 岳父 (yuèfù)       | 外父 (ngoi6fu6)      |
| cognato - fratello della moglie (più grande dell'ego)  | 大舅子 (dàjiùzi)   | 大舅 (daai6kau5)     |
| cognata - sorella della moglie (più grande dell'ego)   | 大姨子 (dàyízi)    | 大姨 (daai6ji4)      |
| cognato - fratello della moglie (più giovane dell'ego) | 小舅子 (xiǎojiùzi) | 舅仔 (kau5zi2)       |
| cognata - sorella della moglie (più giovane dell'ego)  | 小姨子 (xiǎoyízi)  | 姨仔 (ji4zi2)        |
| cognato - marito della sorella più grande              | 姐夫 (jiěfu)       | 姐夫 (ze2fu1)        |
| cognato - marito della sorella più giovane             | 妹夫 (mèifu)       | 妹夫 (mui6fu1)       |
| cognata - moglie del fratello più grande               | 嫂子 (sǎozi)       | 阿嫂 (aa3sou2)       |
| cognata - moglie del fratello più giovane              | 弟妹 (dìmèi)       | 弟婦 (dai6fu5)       |
| genero                                                 | 女婿 (nǚxu)        | 女婿 (neoi5sai3)     |
| nuora                                                  | 媳妇 (xífù)        | 新抱 (san1pou5)      |

### Parenti derivati dai propri figli
|                                              | mandarino               | cantonese                       |
| -------------------------------------------- | ----------------------- | ------------------------------- |
| nipote - figlio del figlio                   | 孙子 (sūnzi)            | 孫仔 (syun1zai2)                |
| nipote - figlia del figlio                   | 孙女 (sūnnǚ)            | 孫女 (syun1neoi5)               |
| nipote - figlio della figlia                 | 外孙 (wàisūn)           | 外孫仔 (ngoi6syun1zai2)         |
| nipote - figlia della figlia                 | 外孙女 (wàisūnnǚ)       | 外孫女 (ngoi6syun1neoi5)        |
| moglie del nipote (figlio del figlio)        | 孙媳妇 (sūnxífù)        | 孫新抱 (syun1san1pou5)          |
| marito della nipote (figlio del figlio)      | 孫女婿 (sūnnǚxù)        | 孫女婿 (syun1neoi5sai3)         |
| moglie del nipote - (figlio della figlia)    | 外孙媳妇 (wàisūnxífù)   | 外孫新抱 (ngoi6syun1san1pou5)   |
| moglie della nipote (figlia della figlia)    | 外孙女婿 (wàisūnnǚxù)   | 外孫女婿 (ngoi6syun1neoi5sai3)  |
| bisnipote - figlio della figlia del figlio   | 曾孙 (zēngsūn)          | 曾孫仔 (cang4syun1zai2)         |
| bisnipote - figlia della figlia del figlio   | 曾孙女 (zēngsūnnǚ)      | 曾孫女 (cang4syun1neoi5)        |
| bisnipote - figlio del figlio del figlio     | 曾孙 (zēngsūn)          | 曾孫仔 (cang4syun1zai2)         |
| bisnipote - figlia del figlio del figlio     | 曾孙女 (zēngsūnnǚ)      | 曾孫女 (cang4syun1neoi5)        |
| bisnipote - figlio della figlia della figlia | 外曾孙 (wàizēngsūn)     | 外曾孫仔 (ngoi6cang4syun1neoi5) |
| bisnipote - figlia della figlia delle figlie | 外曾孙女 (wàizēngsūnnǚ) | 外曾孫女 (ngoi6cang4syun1neoi5) |
| bisnipote - figlio del figlio della figlia   | 外曾孙 (wàizēngsūn)     | 外曾孫仔 (ngoi6cang4syun1zai2)  |
| bisnipote - figlia del figlio della figlia   | 外曾孙女 (wàizēngsūnnǚ) | 外曾孫女 (ngoi6cang4syun1zai2)  |

## Termini di parentela al vocativo
Riferirsi direttamente al familiare utilizzando il termine di parentela al vocativo è quasi sempre consentito, ma è più frequente quando il parente è più grande di età, in segno di rispetto. Ci si riferisce sempre col titolo di parentela quando si chiamano zii, nonni, oppure cugini più grandi, mentre è più frequente l'uso del nome proprio quando si chiamano cugini più piccoli. Ad esempio, le seguenti frasi sono corrette:
- 表姐过来  = Cugina (più grande), vieni qui!
- 奶奶过来  =  Nonna (paterna), vieni qui!

mentre la seguente frase suona inusuale o addirittura scorretta:
- 表妹过来  = Cugina (più piccola), vieni qui!

Quando ci si riferisce direttamente a fratelli o sorelle, si impiegano di solito (ma non sempre) nomi propri indipendentemente dall'età. Ma ci si può riferire direttamente al fratello o sorella più grande usando rispettivamente i termini di parentela 哥哥 (gēge) oppure 姐姐 (jiějie) quando il fratello (o sorella) è molto più grande oppure non si è in confidenza con lui (o lei), cosa che si verifica di rado.
L'italiano, in certi casi, usa i termini di parentela come apposizione (cioè accompagnati dal nome proprio), come ad esempio in "zio Diego" oppure "nonna Marta". In cinese quest'ultimo uso non risulta attestato.

## Usi particolari
Alcuni termini di parentela vengono utilizzati in modo diverso, soprattutto con i bambini. In particolare, parlando a un bambino, i termini 哥哥 （gēge, fratello maggiore） e 姐姐 (jiějie, sorella maggiore) vengono utilizzati per riferirsi a un ragazzo o a una ragazza sconosciuti. Un bambino, di solito, chiama un ragazzo sconosciuto coi termini 哥哥 o 姐姐 a seconda che sia ragazzo o ragazza. Nello stesso modo vengono chiamati quando un altro adulto (ad es. la mamma) parla al bambino riferendosi a loro. Ad esempio:
- 哥哥啊！ (ci si riferisce a un ragazzo)
- 姐姐帮你吃饭： (lei) ti aiuta a mangiare (riferendosi a una ragazza o adulta sconosciuta, per es. appena entrata in casa, che aiuta il bambino a mangiare)

Quanto appena detto vale anche se la persona sconosciuta è un adulto o un anziano (non un ragazzo o una ragazza), ma al posto di 哥哥 e 姐姐 si usano rispettivamente 叔叔 (shūshu, zio) e 阿姨 (āyí, zia).
Gli usi descritti in questo paragrafo sono diffusi anche tra gli adulti, qualora non si conosca il nome della persona con cui o di cui si parla.